# Hekanakht
| V28 | D28 | Aa29 | E1 | A21 |

Hekanakht (fl. XIII secolo a.C.) è stato un importante viceré della Nubia ai tempi di Ramses II, fu chiamato da esso figlio di Kush, il suo ruolo fu cruciale nelle battaglie interne del paese, durante le sommosse che partirono dalle terre del sud.
Una leggenda narra del suo profondo amore per la sorella/sposa del faraone Ramses II, la regina Henutmira, si dice che i due si amarono tutta la vita, fino a regalarsi la morte per poter vivere il loro amore nell'eternità.